# Yevgueni Ignátov
Yevgueni Víktorovich Ignátov –en ruso, Евгений Викторович Игнатов– (Vorónezh, URSS, 11 de marzo de 1979) es un deportista ruso que compitió en piragüismo en la modalidad de aguas tranquilas. Ganó diez medallas en el Campeonato Mundial de Piragüismo entre los años 2005 y 2011, y once medallas en el Campeonato Europeo de Piragüismo entre los años 2004 y 2010.

## Palmarés internacional
| Campeonato Mundial | Campeonato Mundial       | Campeonato Mundial | Campeonato Mundial |
| Año                | Lugar                    | Medalla            | Competición        |
| ------------------ | ------------------------ | ------------------ | ------------------ |
| 2005               | Zagreb (Croacia)         | Medalla de oro     | C2 200 m           |
| 2006               | Szeged (Hungría)         | Medalla de oro     | C2 200 m           |
| 2007               | Duisburgo (Alemania)     | Medalla de oro     | C2 200 m           |
| 2007               | Duisburgo (Alemania)     | Medalla de plata   | C4 200 m           |
| 2009               | Dartmouth (Canadá)       | Medalla de oro     | C1 4 × 200 m       |
| 2009               | Dartmouth (Canadá)       | Medalla de plata   | C2 200 m           |
| 2009               | Dartmouth (Canadá)       | Medalla de plata   | C2 500 m           |
| 2010               | Poznań (Polonia)         | Medalla de oro     | C1 4 × 200 m       |
| 2010               | Poznań (Polonia)         | Medalla de plata   | C2 200 m           |
| 2011               | Szeged (Hungría)         | Medalla de oro     | C1 4 × 200 m       |
| Campeonato Europeo |                          |                    |                    |
| Año                | Lugar                    | Medalla            | Competición        |
| 2004               | Poznań (Polonia)         | Medalla de plata   | C4 200 m           |
| 2004               | Poznań (Polonia)         | Medalla de plata   | C4 500 m           |
| 2005               | Poznań (Polonia)         | Medalla de plata   | C2 200 m           |
| 2006               | Račice (República Checa) | Medalla de oro     | C2 200 m           |
| 2007               | Pontevedra (España)      | Medalla de oro     | C4 200 m           |
| 2007               | Pontevedra (España)      | Medalla de plata   | C2 200 m           |
| 2008               | Milán (Italia)           | Medalla de oro     | C4 200 m           |
| 2008               | Milán (Italia)           | Medalla de plata   | C2 200 m           |
| 2009               | Brandeburgo (Alemania)   | Medalla de oro     | C1 4 × 200 m       |
| 2009               | Brandeburgo (Alemania)   | Medalla de plata   | C2 200 m           |
| 2010               | Corvera (España)         | Medalla de plata   | C2 200 m           |